# Стефан Явашев
Стефан Владимиров Явашев е български инженер-химик.

## Биография
Роден е в семейството на индустриалеца инженер Владимир Явашев в Габрово на 2 ноември 1938 г. Внук е на археолога, ботаник и химик академик Анани Явашов. Негови по-големи братя са актьорът Анани Явашев (1932 – 2022) и художникът Христо Явашев – Кристо (1935 – 2020).
Явашев като ученик става републикански първенец по авиомоделизъм през 1951 г. Завършва специалност „Химична технология на текстилните влакна“ във Висшия химикотехнологичен институт в София през 1963 г.
Автор е на повече от 10 авторски разработки в областта на синтеза и производството на синтетични перилни препарати.
Той е заместник-директор (1983 – 1991) и генерален директор (1992 – 1995) на химическия комбинат „Верила“ край железопътна спирка Верила (oбщина Елин Пелин). Създател е на серия почистващи продукти, сред които са известният препарат за съдове „Веро“ (1968 – 1969) и „Биопон“. По-късно работи в Центъра за нови стоки и мода „Албена“ в София.